# Historien om Kim Skov
Historien om Kim Skov er en dansk film fra 1981.
- Manuskript Hans-Henrik Jørgensen og Ulla Ryum.
- Instruktion Hans-Henrik Jørgensen.

Blandt de medvirkende kan nævnes:
- Karen Margrethe Bjerre
- Benny Poulsen
- Jonas Elmer
- John Hahn-Petersen
- Peter Eszterhás
- Gyrd Løfqvist
- Søren Rode
- Kirsten Rolffes
- Merete Voldstedlund
- Ruddy Nyegaard
- Finn Nielsen
- Henry Jessen